# Évelyne Patlagean
Évelyne Patlagean, née à Boulogne-Billancourt le 20 octobre 1932 et morte à Paris 13e le 11 novembre 2008, est une historienne française spécialiste du monde byzantin.

## Biographie
Issue de parents juifs russes ayant tous deux émigré en France, elle intégra l'École normale supérieure de jeunes filles en 1951. Elle passa l'agrégation de grammaire, puis se lança en 1953 dans les études byzantines sous la direction de Paul Lemerle, avec lequel elle soutint un doctorat de troisième cycle. 

### Carrière

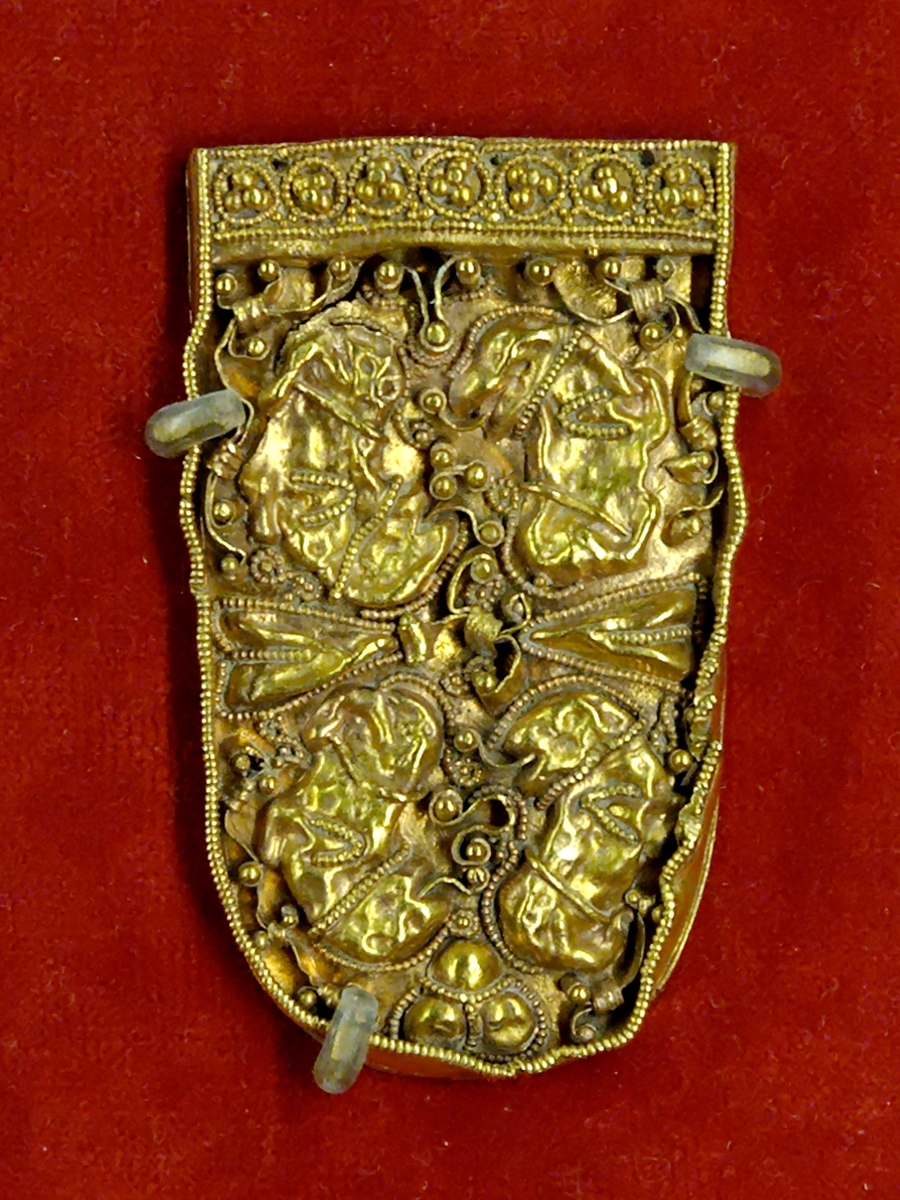
Plaque-boucle, or, Empire byzantin, VIIe siècle. Musée de Cluny.

Elle enseigna au lycée de Strasbourg, puis aux universités de Dijon et de Caen. Sa thèse d'État, soutenue sous la direction d'André Chastagnol, portait sur la question des pauvres à Byzance dans l'Antiquité tardive (Paris, 1977). Cette thèse est parue en 1975 dans les Annales, Histoire et sciences sociales.
Choisie en 1975 pour succéder à Charles Pietri comme professeur d'histoire romaine à l'université de Paris X-Nanterre, elle y passa le reste de sa carrière,.

### Approches
En février 1979, elle fait partie des 34 signataires de la déclaration rédigée par Léon Poliakov et Pierre Vidal-Naquet pour démonter la rhétorique négationniste de Robert Faurisson.
Elle a été pionnière sur de nombreux aspects, notamment par sa façon de recourir à des domaines très divers dans ses analyses historiques, tels que l'étude démographique des populations, l'étude de leurs régimes alimentaires et de leurs conditions de vie, l'étude des maladies, l'étude de leur économie, etc. Elle a été aussi l'une des premières à utiliser les récits hagiographiques, jusqu'alors négligés.
Dans son dernier livre, Un Moyen Âge grec, elle a tenté de camper la spécificité du monde byzantin face à l'Occident latin, comparant la structuration de la société byzantine à celle que présenta Marc Bloch dans La société féodale (1939-40) pour la société médiévale occidentale,.

## Principales publications
- Les Lois de saint Grigentius (BHG 706h-i), couramment appelées Lois des Himyarites. Édition, introduction, commentaire, École pratique des hautes études (thèse inédite), Paris, 1965.
- Pauvreté économique et pauvreté sociale à Byzance (IVe – VIIe siècle) (thèse d'État), Paris, Mouton, 1977.
- Structure sociale, famille, chrétienté à Byzance (IVe – XIe siècle), Londres, Variorum Reprints, 1981.
- « Byzance xe – XIe siècle », dans Histoire de la vie privée (sous la dir. de Philippe Ariès et Georges Duby), t. I : De l'Empire romain à l'an mil (sous la dir. de Paul Veyne), Paris, Seuil, 1985, p. 533-615.
- « Famille et parentèle à Byzance », dans Histoire de la famille (sous la dir. d'André Burguière, Christiane Klapisch-Zuber, Martine Segalen et Françoise Zonabend), t. II : Temps médiévaux, Orient, Occident, Paris, Armand Colin, 1986, p. 213-240.
- Évelyne Patlagean et Alain Le Boulluec (dir.), Les retours aux Écritures. Fondamentalismes présents et passés, Paris-Louvain, Peeters, Bibliothèque de l'École des hautes études, section Sciences religieuses, vol. XCIX, 1993.
- Figures du pouvoir à Byzance, Spolète, Centro italiano di studi sull'alto Medioevo (n° 13), 2001.
- Un Moyen Âge grec. Byzance, IXe – XVe siècle, Paris, Albin Michel, 2007[5].
- Antoine Germa, Benjamin Lellouch, Évelyne Patlagean (dir.), Les Juifs dans l'histoire : de la naissance du judaïsme au monde contemporain, Éd. Champ Vallon, 2011. Aperçu en ligne.

## Édition scientifique
- Israël Lévi, Le ravissement du Messie à sa naissance et autres essais (textes choisis et présentés par Évelyne Patlagean), Paris-Louvain, Peeters (Collection de la Revue des études juives, 13), 1994.